# Szedres
Szedres är en ort i Ungern.   Den ligger i provinsen Tolna, i den sydvästra delen av landet, 120 km söder om huvudstaden Budapest. Szedres ligger 106 meter över havet och antalet invånare är 2 478.